# Echo Night 2: Nemuri no Shihaisha
Echo Night 2: Nemuri no Shihaisha (яп. エコーナイト#2 眠りの支配者 Эко: Найто #2 Нэмури но Сихайся, Эхо Найт 2: Повелитель снов) — приключенческая игра с элементами survival horror, разработанная японской компанией FromSoftware для консоли PlayStation и выпущенная 5 августа 1999 года эксклюзивно для Японии.
Echo Night 2 не является продолжением, а представляет собой переосмысление тем и идей первой игры.

## Игровой процесс
Геймплей Echo Night 2 идентичен его предшественнику. Игра ведётся от первого лица. В резиденции Клэнси игрок ищет предметы и освобождает заблудшие души, бродящие по её залам. Некоторые из них дают герою предметы, которые позволяют прогрессировать по сюжету. По ходу игры игроку приходится решать ряд головоломок.

## Сюжет
Ричард Осмонд, главный герой предыдущей игры, пытается найти свою пропавшую девушку Кристину. В последний раз её видели в библиотеке, в которой она работала. Ричард нашёл в библиотеке старый фолиант, который перенёс его через пространство и время в готический особняк Клэнси, где герой должен раскрыть правду об исчезновении Кристины.

## Выпуск
Игра была издана 5 августа 1999 года компанией FromSoftware для PlayStation только в Японии. 10 октября 2007 года она была переиздана для PlayStation Network также только в японском регионе.
В 2015 году был выпущен любительский перевод на английский язык.
Издание Famitsu оценило игру в 32 балла из 40.